# تپه باستانی قهوه‌خانه آقا محمدعلی
تپه باستانی قهوه‌خانه آقا محمد علی مربوط به هزاره اول قم است و در شهرستان گرمسار، بخش ایوانکی، شهر ایوانکی، ۸۰۰ متری شمال غرب قلعه سردره واقع شده و با شمارهٔ ثبت ۲۶۶۰۹ به‌عنوان یکی از آثار ملی ایران به ثبت رسیده است.